# Bryocrypta
Bryocrypta is een muggengeslacht uit de familie van de galmuggen (Cecidomyiidae).

## Soorten
- B. angustata Mamaev, 1966
- B. dubia Kieffer, 1896
- B. indubitata Mamaev, 1964
- B. lobata Mamaev, 1966
- B. maculata Mamaev, 1965
- B. vesiculosa Kieffer, 1913